# Yoseph Imry
Yoseph Imry (em hebraico:  יוסף אמרי; Tel Aviv, 23 de fevereiro de 1939 – 29 de maio de 2018) foi um físico israelense.
Recebeu o Prêmio Wolf de Física de 2016.